# مهدی ارباب
ارباب مهدی یزدی (۱۲۷۸ - ۱۳۴۸ خورشیدی) از بازرگانان و صرافان بزرگ ایران و مالکان عمده و نماینده مجلس شورای ملی بود. مذاکرات میان سران فرقه دموکرات آذربایجان و دولت مرکزی در سال ۱۳۲۵ در باغ جوادیه در شرق تهران برگزار شد که باغ شخصی او بود.
ارباب مهدی در اوائل سلطنت رضا شاه تاجری بزرگ و بانفوذ در زاهدان بود و پانزده سال در این شهر زندگی کرد. او با رشوه دادن به گمرک و مأموران مرزی به قاچاق نیز اشتغال داشت. در سال ۱۳۱۰ به جرم قاچاق با پیگرد قانونی روبرو و به مدت سیزده ماه زندانی شد. دادگاه در سال ۱۳۱۲ او را علاوه بر یک سال زندان به شصت هزار تومان جریمه نقدی محکوم کرد.
ارباب مهدی سپس به تهران رفت. از راه صرافی ثروت زیادی به دست آورد و یکی چند بازرگان درجه اول ایران شد. باغ جوادیه را در شرق تهران همراه با باجناقش علی‌اکبر موسوی‌زاده خریداری کرد و زمین‌های اطراف باغ را هم با سندسازی به تملک درآورد. موسوی‌زاده در سال ۱۳۲۵ در دولت قوام‌السلطنه وزیر دادگستری شد و در تابستان همان سال که پیشه‌وری و همراهانش برای مذاکره با دولت به تهران رفتند، در باغ جوادیه ساکن شدند. تمام مخارج پذیرائی آنان را نیز ارباب مهدی پرداخت.
زمستان همان سال ارباب مهدی در انتخابات دوره پانزدهم مجلس شورای ملی، به نمایندگی بلوچستان رسید و در دوره شانزدهم نیز این کرسی را حفظ کرد. او یکی از تجار آن دوره به‌شمار می‌رود که با پول به مجلس راه یافتند.
ارباب مهدی پس از ۲۸ مرداد ۱۳۳۲ به نمایندگی از بندرعباس به مجلس رفت (دوره هجدهم). در آغاز این دوره ابوالحسن عمیدی نوری به اعتبارنامه‌اش اعتراض کرد و گفت نباید اجازه داد یک «قاچاقچی» بر کرسی مجلس بنشیند. اما اعتبارنامه ارباب مهدی تنها با دو رأی مخالف (عمیدی نوری و روح‌الله کیکاوسی) تصویب شد.
ارباب مهدی در دوره نوزدهم نیز نماینده بندرعباس بود. پس از این دوره وضع مالی‌اش خراب شد و تا آستانه ورشکستگی پیش رفت. از آن پس، سیاست و تجارت را رها کرد و در باغ جوادیه با شعرا و نویسندگان و هنرمندان مجالس به بزم و شب‌نشینی مشغول شد تا اینکه در سن هفتاد سالگی به صورت ناگهانی بر اثر سکته قلبی درگذشت. وارثانش باغ جوادیه را به شهرداری فروختند و شهرداری آنجا را باشگاه کارمندان خود کرد.